# Ergisch
Ergisch é uma comuna da Suíça, no Cantão Valais, com cerca de 193 habitantes. Estende-se por uma área de 29,8 km², de densidade populacional de 6,4 hab/km².  Confina com as seguintes comunas: Eischoll, Embd, Oberems, Sankt Niklaus, Turtmann, Unterbäch, Unterems. 
A língua oficial nesta comuna é o Alemão.